# 小松 (料亭)
小松（日语：／ Komatsu）是一家曾位于日本神奈川县横须贺市米家滨通的传统日本高级餐厅。自1885年（明治18年）开业以来，这家餐厅因深受日本帝国海军军官喜爱而闻名。二战后，由于它常被驻日美国海军和日本海上自卫队人员使用，因此被称为“海军餐厅小松”。 2016年5月16日，该建筑因火灾完全烧毁。

## 概述

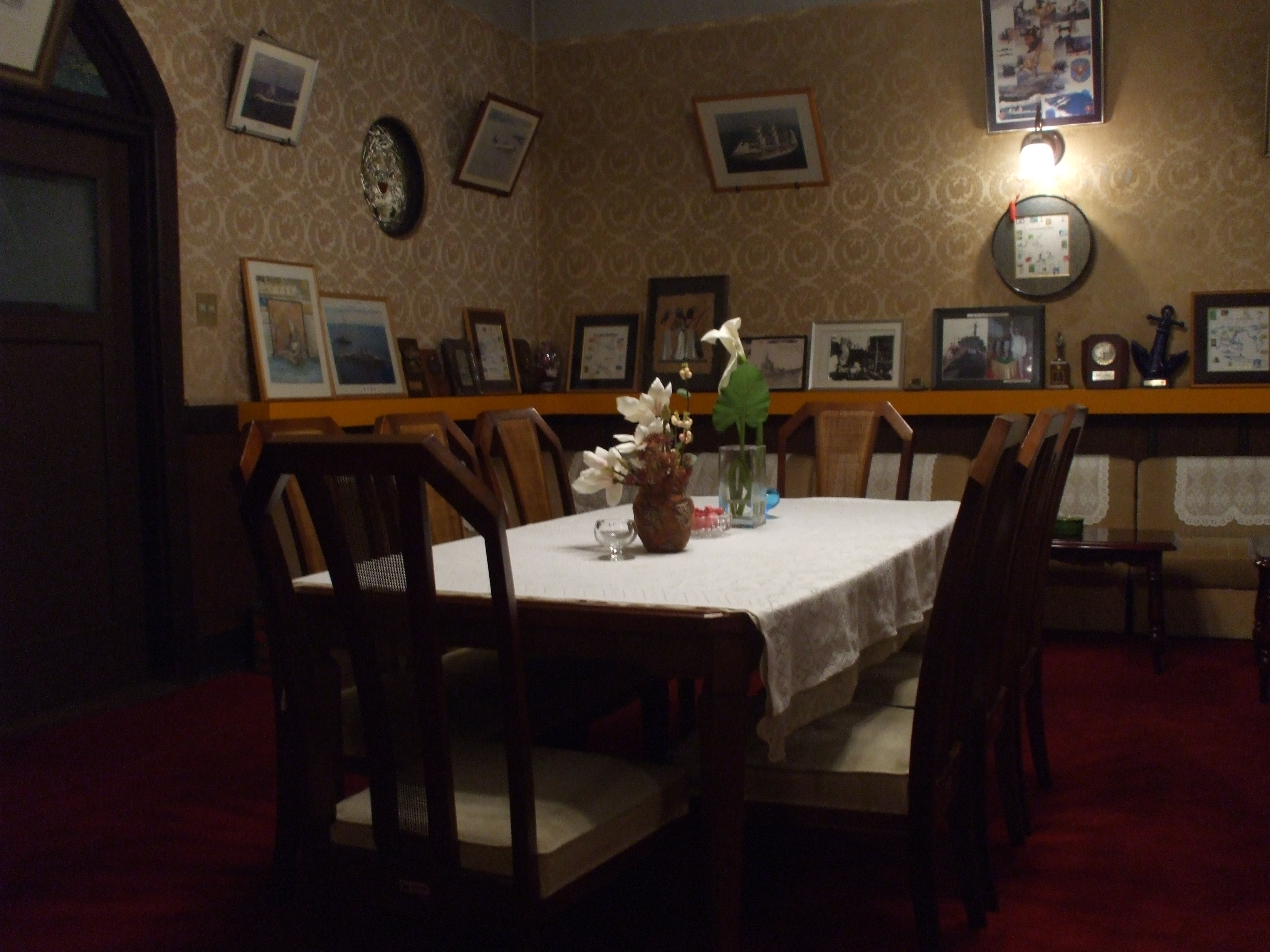
料亭小松的接待室。

小松于1885年（明治18年）8月8日由创始人山本小松在横须贺田户的白沙青松海岸边创立。最初作为一家结合海水浴、沐浴与餐饮的日式料理旅馆开业，当时客人们可在享受碧海白沙的夏日海滨后体验洗浴与美食。随着日本强化海军实力，在赢得甲午战争、日俄战争及横须贺镇守府规模扩大的背景下，逐渐转型为专为海军军人服务的海军料亭。光顾小松的海军军人们因其店名中的“松”字，开始昵称其为“Pine（松树）”。 
小松所在的田户海岸因1913年（大正2年）实施填海工程，导致店铺与海岸线分离，失去了原本依托于白沙青松胜景的地理优势。加之第一次世界大战结束后的经济萧条，以及1918年至1919年（大正7年至8年）间横须贺市爆发的性工作者要求改善待遇的罢工事件，小松不得不暂时停业。直到1923年（大正12年），小松才在风景秀丽的现址米滨地区重建店铺，重新恢复营业。
第二次世界大战期间，应第四舰队司令长官井上成美的请求，小松于1942年（昭和17年）至1944年（昭和19年）期间在特鲁克群岛开设了分店“特鲁克·派恩”（トラック・パイン）。
1945年（昭和20年）8月15日战争结束后，小松一度闭店，被进驻横须贺的盟军征用为横须贺镇守府撤离人员的善后处理办公室及外务省翻译人员宿舍。1945年（昭和20年）10月，该店被指定为GHQ特许餐饮场所，开始为进驻横须贺的美军士兵提供餐饮服务。
1952年（昭和27年）《旧金山和约》与《日美安全保障条约》生效后，该店开始被横须贺海军设施的美国海军军人、海上自卫队及旧海军相关人员广泛使用。
小松曾是横须贺市内众多与海军相关的料亭中持续营业时间最长的店家。它不仅传承了大正至昭和初期的近代和风建筑风格，还收藏了东乡平八郎、山本五十六、米内光政等将领的书法作品及大量日本海军相关史料。作为料亭的小松，成为了传递近代日本海军历史的重要存在。

## 历史

### 小松開業前

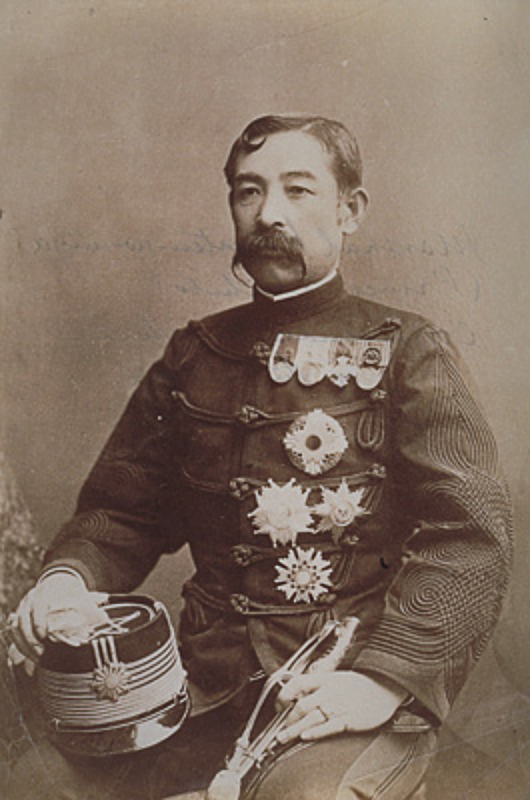
小松宮彰仁親王将“小松”的名字赐给了山本悦，这也是餐厅“小松”名称的由来。

小松的创始人山本小松幼名山本悦，1849年（嘉永2年）出生于江户小石川关口水道町，是經營乾貨商的山本新藏四女。1866年（庆应2年），山本悦受住在附近的友人邀请前往浦贺，开始在名为“吉川屋”的旅店料理店工作。浦贺作为天然良港自江户时代便繁荣发展，明治初年成为日本海军新兴基地之一，海军相关宴席多在此店举行。在此期间，山本悦逐步建立起与海军相关人员的人脉网络。
1875年（明治8年），山田显义、山县有朋、西乡从道等官员陪同小松宫、北白川宫、伏见宫、山阶宫四位皇族成员前往浦贺视察浦贺近海举行的水雷发射试验。虽然原定安排皇族一行入住其他场所，但众人看到建在最佳地段的吉川屋视野开阔，便要求下榻此处。为此，吉川屋被紧急指定为一行人的下榻之处。
当晚宴席的余兴活动中，山本悦与四位皇族进行了指相扑游戏。因山本悦在当时属于体格高大的女性，四位皇族均未能取胜。对此深感佩服的小松宫表示：“愿借汝强健体魄之吉兆，作为交换，吾将为汝赐名”。虽然山本悦以为这只是宴席间小松宫的戏言，但次日清晨，当浦贺郡长前来向皇族一行问候时，小松宫正式委托郡长：“昨夜已赐予此女新名，请为其办理改名手续”。山本悦认为“山本小松”之名过于僭越，最终以片假名形式办理了“山本コマツ”的改名手续。这一改名事件成为后来料亭“小松”名称的由来。 
山本小松在改名后仍继续于浦贺的吉川屋工作，但逐渐萌生了独立经营的念头。多年在吉川屋的勤务中，她不仅积累了储蓄，熟悉了业务，更通过工作中结识的海军相关人员获得建议：“横须贺即将成为日本第一大军港，务必在此地创业”。适逢1884年（明治17年）12月横须贺镇守府正式设立，该地正作为海军军港蓬勃发展。1885年（明治18年）8月8日，山本小松告别工作近二十载的吉川屋，在横须贺田户海岸开设了日式料理旅馆“小松”。值得一提的是，开业日特意选定数字“八”重复的吉日，因该日期被认为寓意吉祥。

### 从传统日式旅馆到小松海军餐厅
日式旅馆小松所在的田户海岸，当时以能眺望猿岛、白色沙滩上松林绵延的“白沙青松”美景著称。曾在此停留的八代六郎擅长吹奏尺八，留有轶事记载：月圆之夜，他常坐在旅馆走廊，沐着月光眺望波光粼粼的海面，吹奏《千鸟》等曲目。
小松在田户海岸初建时为两层瓦顶建筑。一楼设有2间8叠房间、3间6叠房间，以及厨房和浴室；二楼则有2间8叠房间和2间6叠房间。根据记载当时小松风貌的铜版画及横须贺旅游指南可知，初创时期的小松充分利用了白沙青松海岸的地理优势，定位为提供海水浴后沐浴与餐饮服务的日式料理旅馆。
山本小松開設料亭小松的原因之一在于海军相关人士的劝荐。当时日本正致力于增强海军力量，作为海军基地所在的横须贺，其料亭小松因海军人员光顾而兴盛实属自然趋势。甲午战争前横须贺餐饮店铺尚少，深受海军眷顾的小松于1893年（明治26年）即甲午战争爆发前夕完成扩建：一楼增建10叠房间2间、6叠房间1间、4.5叠房间1间，二楼增建8叠房间2间。此次扩建工程中，日后成为众议院议员及递信大臣的小泉又次郎以建筑工头身份参与施工。
甲午战争胜利后，小松料亭连日为凯旋归港的舰船乘员举办庆功宴，逐渐被称为"海军军官俱乐部"。此时起，小松从传统日式旅馆转型为专门服务海军军人的“海军料亭”。海军军人们因其名中的“松”字，开始昵称该店为“Pine（松树）”。

### 日俄战争与海军餐厅小松的繁荣
日俄战争爆发前后，由于军舰数量较甲午战争时期大幅增加，小松料亭连日为即将出征的官兵举办壮行宴。1905年（明治38年），适逢开业二十周年，为纪念这一节点，店铺开始建造可容纳百张榻榻米的大型宴会厅。同年联合舰队在对马海战中获胜，日本取得日俄战争胜利后，如同甲午战争结束时般，凯旋归港的舰船乘员们连日在此举办庆功宴，小松迎来空前盛况。1906年（明治39年）百叠大宴会厅竣工，标志着小松真正步入全盛时期。
此时，随着横须贺作为日本海军基地的发展，当地涌现出众多旅馆、料亭及花街。与小松齐名且深受海军军官光顾的料亭“鱼胜”也于同期开业。海军军人们延续命名传统，将“鱼胜”按其店名中的“鱼”字称为“Fish（鱼）”。日俄战争后日本海军持续扩张军备，小松的繁荣局面一直延续至明治时代末期。

### 关闭和重新开放
进入大正时代后，小松的经营危机开始显现。首先，曾以白沙青松海岸线为傲的田户海岸因1913年（大正2年）填海工程而消失，使小松丧失了地处名胜的地理优势。再加第一次世界大战后的全球经济萧条影响，客流量进一步减少。更因经济萧条导致横须贺市内娼妓生活困顿，为改善待遇发起罢工，迫使小松在1918年（大正7年）至1919年（大正8年）间停业。创始人山本小松转而专注经营其位于横须贺市的艺妓馆“大和屋”。
然而，由于众多海军军人强烈惋惜小松的闭店，山本小松在当时风景秀丽的米滨地区购置了约400坪（约1320平方米）土地，于1923年（大正12年）春季前后着手重建料亭小松。施工期间突发关东大地震，横须贺市内遭受严重破坏，山本小松经营的大和屋也在震后火灾中焚毁。山本小松等人被迫转移到停业中的田户小松原址暂住，并将百叠大宴会厅开放为临时避难所。所幸正在米滨建设的新店铺未受震灾影响，1923年（大正12年）11月新店落成，料亭小松得以重新开业。

### 从山本小松到第二代老板娘山本直枝

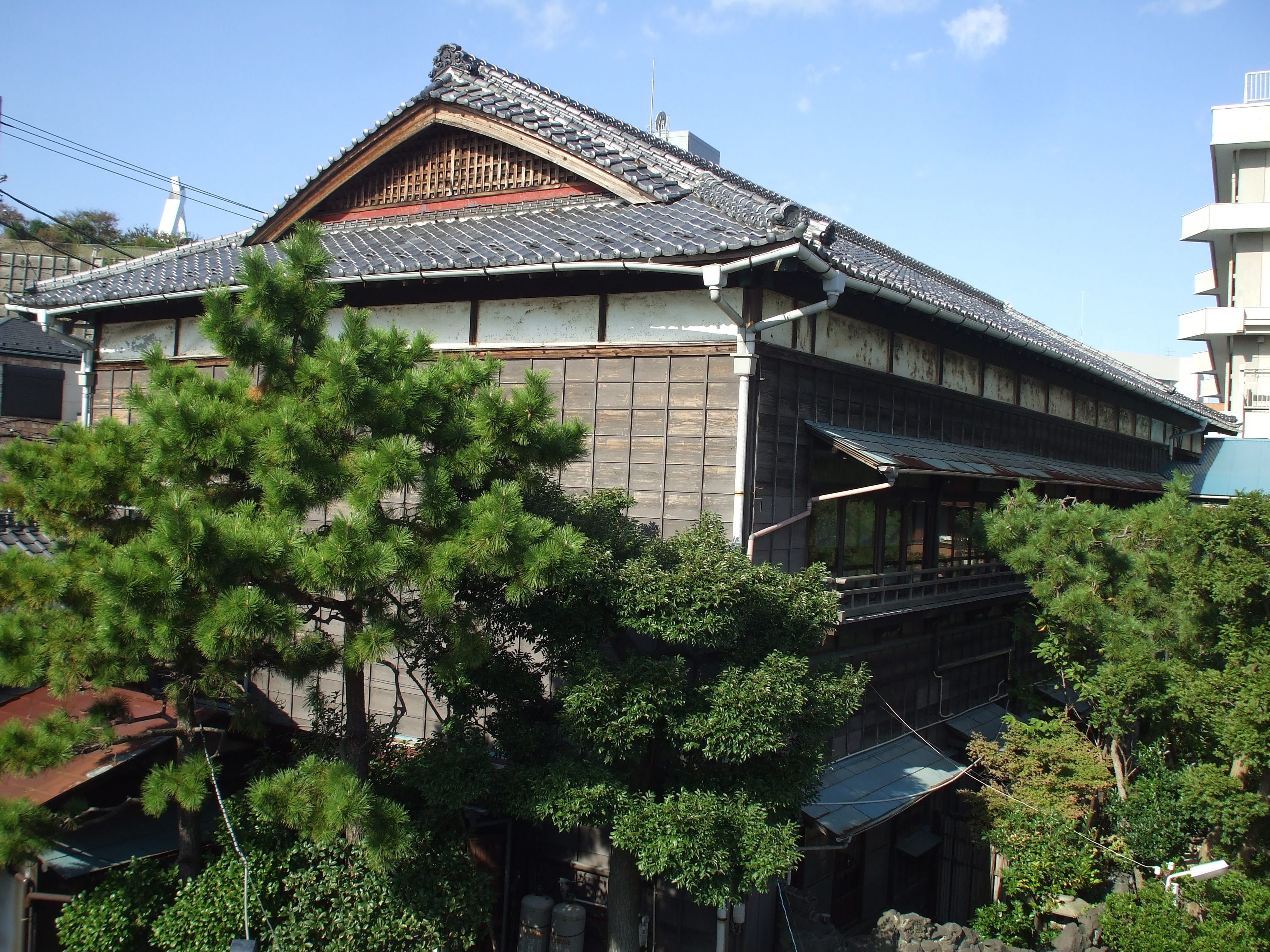
小松的新大楼。室内使用了大量上等木材，二楼设有一个有160个榻榻米的大厅。

1923年（大正12年）重新开业的米滨小松，占地400坪，主体建筑为两层木结构，总建筑面积175坪，设有一楼7间、二楼3间共10个房间，并配有仓库。重新开业次年，山本小松收养了当时15岁的侄孙女吴东直枝。终身未婚的山本小松此前曾两次收养侄女作为继承人培养，但均因她们与海军军人成婚而未能如愿。直枝作为第三次收养的继承人终不负所望，自昭和至平成时代长期支撑着料亭小松的经营。
1925年（大正14年），为纪念小松创业40周年，对建筑进行了部分扩建。直至焚毁前一直使用的小松玄关部分即在此次扩建中建成。该店将1923年（大正12年）与1925年（大正14年）建造的区域统称为旧馆，但在2003年（平成15年）被部分拆除改建为公寓。拆除过程中对旧馆结构进行调查，发现其混合使用了日本传统的小屋组结构与柱梁桁架结构。
1927年（昭和2年），山本直枝招逗子木材店次子桐谷耕二为婿。此时，刚满18岁的山本直枝正式接手小松的经营。
1930年（昭和5年），随着规定裁军的《伦敦海军条约》在伦敦海军裁军会议上签署，心怀不满的海军青年军官在小松料亭内制造了一起事件——他们将店内悬挂的冈田启介题字匾额拽下，投入池中并高呼快哉。   

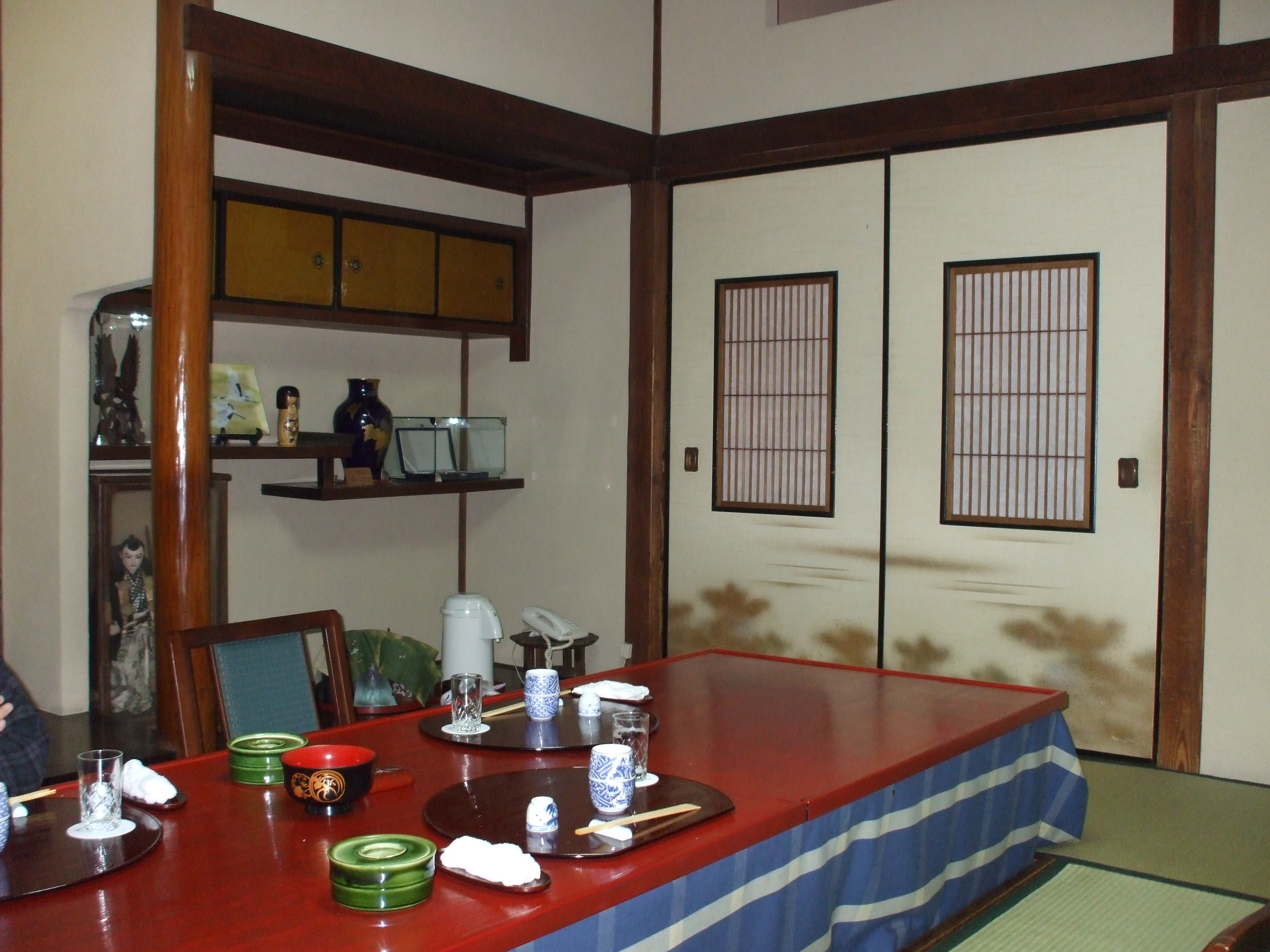
小松的“红叶间”因曾被横须贺镇守府司令长官及海军高级官员使用，而被称作“长官厅”。

1933年（昭和8年）至1934年（昭和9年）间，小松将旧馆西侧的庭院改建为新馆。新馆一楼设有西式会客厅与7间和室。据称该会客厅曾供山本五十六等人接待宾客使用，直至焚毁前仍保持接待功能，室内陈列着旧日本海军相关史料。7间和室每间均采用不同名贵木材——桐木、紫檀、柏木、枫木、花梨木等打造室内家具，墙面与装饰亦设计华丽，精心避免光顾的海军军人产生审美疲劳。其中被横须贺镇守府司令长官等海军高官频繁使用的“红叶间”，在第二次世界大战后仍沿袭“长官厅”的称呼。
新馆二楼为两间相连的大型宴会厅，若计入走廊区域铺设的榻榻米，总面积达160叠（约264平方米）。二楼空间同样大量使用名贵木材，例如床之间采用粗壮的黑檀木柱作为地台支柱。新馆所用珍贵木材推测来源于山本直枝丈夫耕二的家族企业——逗子木材店。建筑结构方面，新馆虽同样采用柱梁桁架结构，但其稳固性较旧馆更为强化。  
山本直枝接掌经营后，创始人山本小松仍继续出席料亭的宴席活动，直至1935年（昭和10年）隆重庆祝88岁寿辰后，正式退隐至旧馆二楼新建的隐居房间。需补充说明的是，该隐居房间在2003年（平成15年）旧馆部分拆除工程中被一并拆除，现已无存。

### 特鲁克·派恩

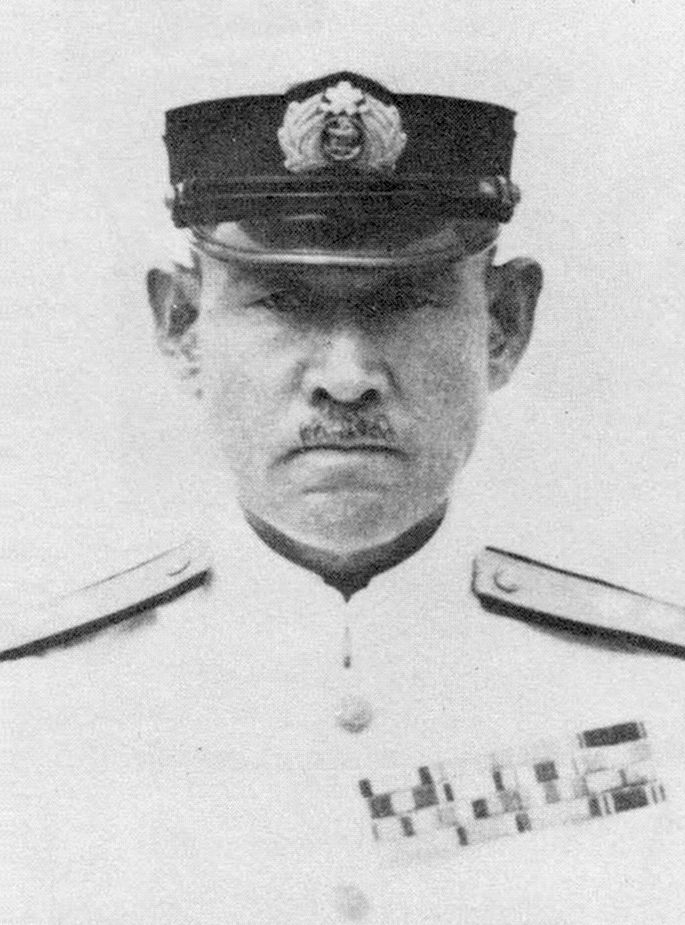
井上成美曾以第四舰队司令长官身份负责特拉克·派恩分店开设事宜，并在战后为小松料亭员工教授英语会话。

第二次世界大战爆发初期，时任第四舰队司令长官的井上成美向山本直枝提出请求：因第四舰队司令部所在的特鲁克群岛仅有面向下士官的料亭，难以满足需求，希望小松能开设分店。虽然此前曾有在新加坡开设分店的相关讨论，但考虑到新加坡陆军势力占主导且经营环境陌生，加之当时尚健在的山本小松支持井上的提议，最终于1942年（昭和17年）7月在特鲁克群岛夏岛开设了分店“特鲁克·派恩”。该分店初期从日本派遣了20至30名艺妓、厨师及发型师，后增至约50至60人，提供的服务品质与日本本土相差无几。原计划继特鲁克群岛后在拉包尔开设第二家分店，但因战局恶化被迫取消。
1944年（昭和19年）3月30日，特鲁克·派恩遭遇空袭，因员工中有牺牲者而被迫关闭。据传，战后不久访问小松的井上成美，曾向山本直枝道歉，请求重新开业特鲁克·派恩。在此之前的1943年（昭和18年）4月，随着战争形势的恶化，小松的创始人山本小松以94岁高龄寿终正寝。  

### 战后日本餐厅小松

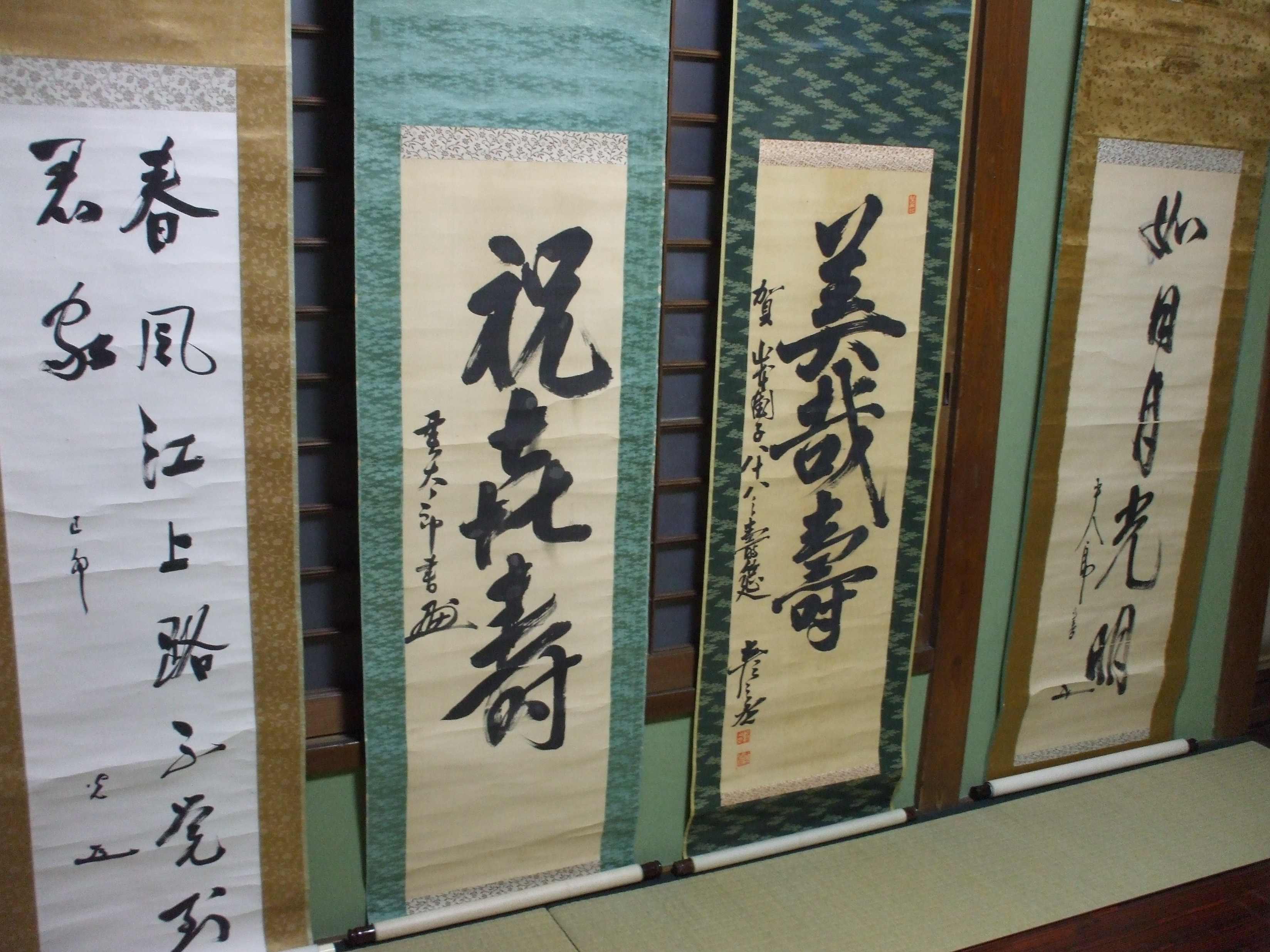
留在小松的海军军官的书法；从右至左分别为：东乡平八郎、上村彥之丞、鈴木貫太郎、米内光政。

1945年（昭和20年）8月15日战争结束后，小松一度暂停了店铺的营业。同年8月30日，盟军进驻横须贺并接管横须贺镇守府。因此，负责镇守府剩余事务整理的部门被迫离开横须贺镇守府大楼，搬到了暂停营业的小松。不久后，小松也被外务省的职员用作宿舍。随着镇守府剩余事务的整理进行，以及外务省职员的使用，小松也开始迎来盟军的相关人员。大佛次郎在1945年8月30日的日记中写道：“店主人与海军一同成长，表示愿意与帝国海军共命运。时代变迁，他人将经营这家店。”

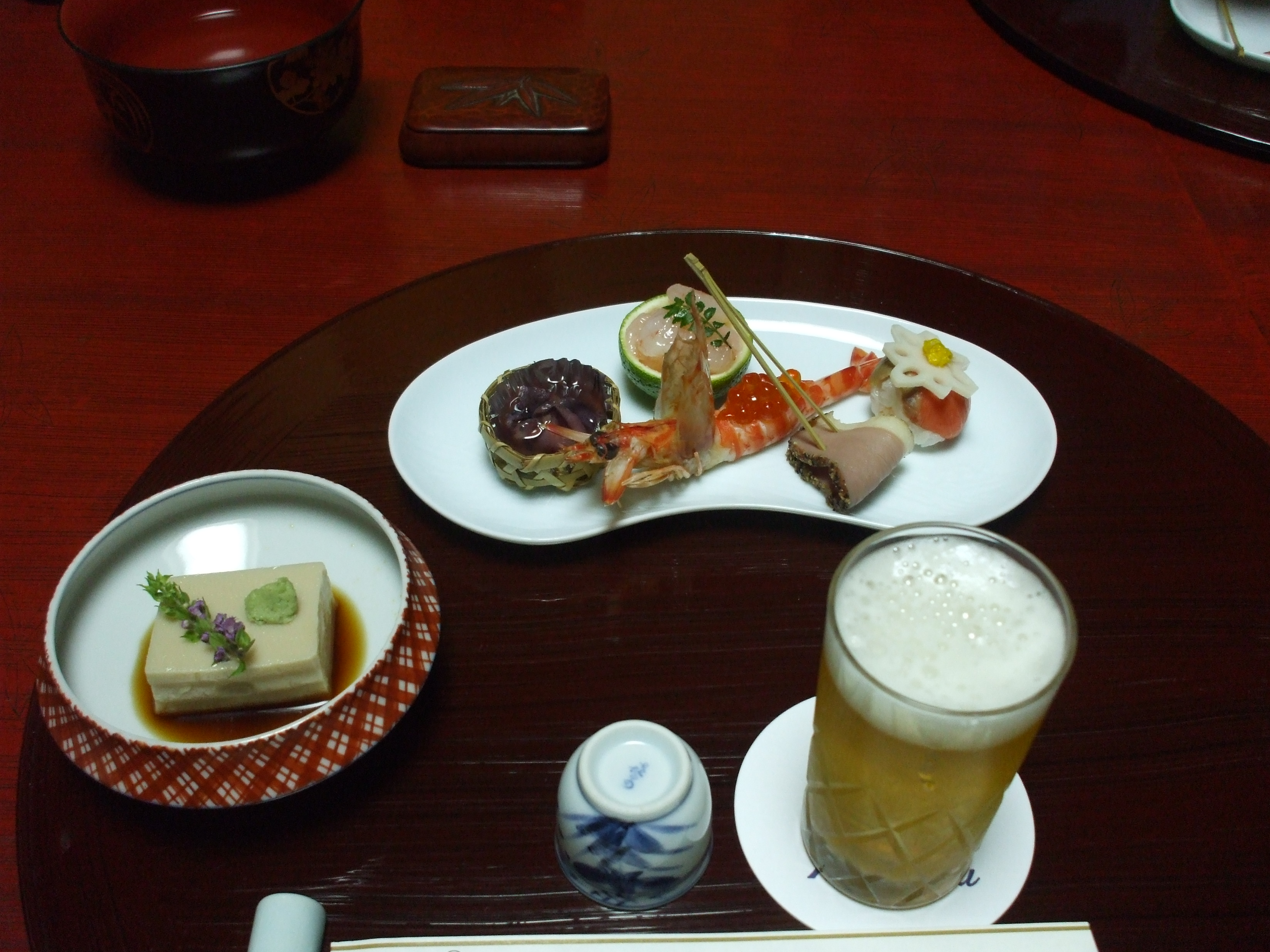
小松餐厅的菜肴

在小松进出的盟军相关人员中，也有美国宪兵。山本直枝曾向宪兵队长探询小松重新开业的事宜，队长表示，横须贺缺乏供盟军士兵健康娱乐的场所是一个令人头疼的问题，因此他对小松的营业表示欢迎。这一意见成为了契机，小松在条件是安装热水罐和排水设施后，获得了营业许可，并于1945年（昭和20年）10月，作为横须贺GHQ指定的第一家料理店重新开业。同时，为了不让美国军人说“因为在这种地方玩乐，所以日本才战败了”，小松方面也在其场地内设置了烤肉架、社交沙龙，并安排了乐队，以应对盟军士兵，逐步改善在战争末期和战后混乱中荒废的小松。
重新开业的小松料亭逐渐获得了美国海军军官们的青睐。由于需要对员工进行英语培训，战后隐居在横须贺市长井地区的井上成美受邀担任教师。这位曾受海军诸多关照的退役将领欣然接受了料亭小松的请求，不仅亲手编写教材，还亲自教授员工诸如“寿喜烧多少钱一份？”等料亭经营中实用的英语会话。
1952年（昭和27年），《旧金山和约》与《日美安全保障条约》生效。同年，为纪念和约生效，小松将旧馆一楼改建为夜总会，开始为美军官兵及其随行的日本客人提供服务。此时起旧海军相关人员频繁光顾小松。1955年（昭和30年）正值小松创业70周年，新馆增建了两栋瓦顶五间房。

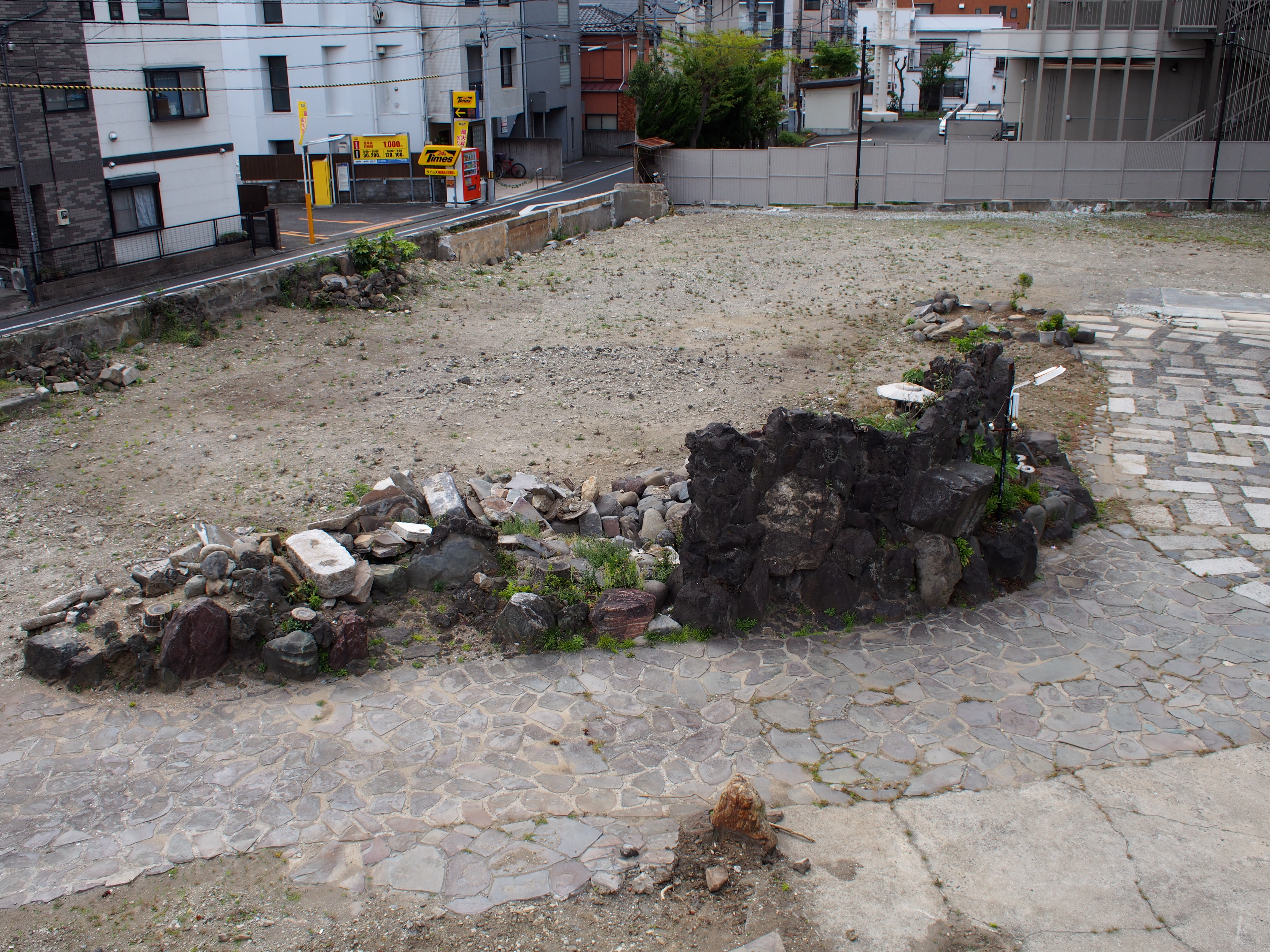
小松遗迹

横须贺在战后不仅是美国海军，也成为海上自卫队的重要基地，继承了旧海军的传统。作为横须贺唯一留存至今的料亭，小松不仅持续被美国海军和横须贺海上自卫队广泛使用，更坚守着旧日本海军海军料亭的传统。2003年（平成15年）旧馆约半数被拆除改建为公寓，战后改建为夜总会的部分随之消失，但大正末期建造的入口部分和大量使用名贵木材的新馆在21世纪依然保存完好。此外，由于深受众多日本海军军人喜爱，小松留存了大量海军军人的书法等珍贵史料，成为了解日本海军历史的重要资料库。
如上所述旧别馆已被拆除改建为公寓，但2004年小松的分店“游雅亭”在该公寓一楼开业。 

### 大火烧毁
2016年（平成28年）5月16日因火灾全部烧毁。起火原因不明。
小松烧毁后的旧址成为空地，2021年1月“牡蛎小屋横须贺中央店”在该旧址以限期营业至5月中旬的形式开业。该店虽非小松经营，但在试营业活动中小松第三代老板娘亲自到场，表示愿通过提供土地的方式支持年轻经营者。 

## 脚注